# John Aitken
John Aitken FRS FRSE (Falkirk, 8 de setembro de 1839 — Falkirk, 14 de novembro de 1919) foi um físico, meteorologista e engenheiro naval escocês. Ele foi um dos fundadores da física da nuvem e da ciência do aerossol, que construiu o primeiro aparelho para medir o número de partículas de poeira e neblina na atmosfera, um koniscope.

## Biografia
Aitken nasceu em Falkirk em 18 de setembro de 1839, sendo filho de Henry Aitken de Darroch, um advogado de Falkirk.
Ele foi educado na Falkirk Grammar School e estudou engenharia naval na Universidade de Glasgow, realizando seu treinamento de engenheiro com os senhores Napier & Sons, o construtor de Glasgow.
Ele estabeleceu-se em Falkirk, onde realizou suas várias experiências. Foi eleito membro da Royal Society em 1889 e recebeu a Medalha Real em 1917. Ele também recebeu a Medalha de Keith (1886) e o Prêmio Gunning (1897) da Sociedade Real de Edimburgo. Em abril de 1902, ele recebeu um doutorado honorário (LL.D.) da Universidade de Glasgow.
A Sociedade Real de Edimburgo concedeu-lhe a Medalha Keith 1883-5.
Ele morreu na Ardenlea em Falkirk, aos 13 de novembro de 1919.

## Realizações
Ele realizou experimentos sobre poeira atmosférica em relação à formação de nuvens e névoas (1882), na formação de orvalho (1885) e nas leis dos ciclones (1891). Seu instrumento para contar as partículas de poeira no ar tem sido usado, em princípio, por muitos trabalhadores posteriores. Ele também inventou novas formas de telas de termômetro que ajudaram o desenvolvimento da meteorologia.
Uma de suas experiências realizadas com um aparelho autodestruído forneceu a primeira evidência de formação de partículas novas na atmosfera. Este trabalho foi documentado em um artigo intitulado "Em alguns núcleos de condensação turva", no 39º volume das Transações da Sociedade Real de Edimburgo, publicado em 1898.
John Aitken foi o autor de uma série de importantes descobertas pioneiras "On Dust, Fogs and Clouds" (o título de um artigo de 1880 que escreveu). Já em 1874, Aitken concluiu que, quando o vapor de água na atmosfera se condensa, deve condensar-se em alguma partícula sólida e, portanto, sem a presença de poeira e outras partículas de aerossol no ar, não haveria formação de nevoeiro, nuvens , ou chuva. Em 1884, ele concluiu que as cores brilhantes, muitas vezes vistas no por do sol, são devidas à refração da luz por partículas de poeira na atmosfera superior.
Hoje, o nome dele é dado pelos cientistas atmosféricos para as partículas de aerossol atmosférico menores (núcleos de Aitken), aqueles com um raio inferior a 0,1 micrometros. Esta faixa de tamanho inclui as partículas recentemente nucleadas cuja existência Aitken demonstrou.
Cargill Gilston Knott reuniu e editou obras da Aitkens para a Sociedade Real de Edimburgo e contribuiu com uma Memória introdutória:

## Escritos
1. Aitken, J. 1872. Melting and regelation of ice. Nature 6:396.
2. Aitken, J. 1873. Glacier motion. Nature 7(172):287-288.
3. Aitken, J. 1875. On boiling, condensing, freezing, and melting. Transactions of the Royal Scottish Society of Arts (1874–1875) 9:240-287.
4. Aitken, J. 1875. Experiments illustrating rigidity produced by centrifugal force. Proceedings of the Royal Society of Edinburgh (1875–1876) 9(94):73-78.
5. Aitken, J. 1876. Experiments illustrating rigidity produced by centrifugal force. Proceedings of the Royal Philosophical Society of Glasgow (1875–1876) 10(1):99-106.
6. Aitken, J. 1878. Experiments illustrating rigidity produced by centrifugal force. The London, Edinburgh, and Dublin Philosophical Magazine and Journal of Science, Fifth series, 5(29):81-105.
7. Aitken, J. 1876-77. On ocean circulation. Proceedings of the Royal Society of Edinburgh (1876–1877) 9(98):394-400.
8. Aitken, J. 1880. On a new variety of ocular spectrum. Proceedings of the Royal Society of Edinburgh (1878–1879) 10(104):40-44.
9. Aitken, J. 1880. On the distribution of temperature under the ice in frozen lakes. Proceedings of the Royal Society of Edinburgh (1878–1879) 10(104):409-415.
10. Aitken, J. 1880. On dust, fogs, and clouds. Proceedings of the Royal Society of Edinburgh (1880–1881) 11(108):14-18; 122-126.
11. Aitken, J. 1880. On dust, fogs, and clouds. Nature 23(583):195-197.
12. Aitken, J. 1881. Dust and fogs. Nature 23(588):311-312.
13. Aitken, J. 1881. Dust, fogs, and clouds. Nature 23(591):384-385.
14. Aitken, J. 1881. On dust, fogs, and clouds. Van Nostrand's Engineering Magazine 24(148):308-310.
15. Aitken, J. 1882. On the colour of the Mediterranean and other waters. Proceedings of the Royal Society of Edinburgh (1881–1882) 11:472-483.
16. Aitken, J. 1882-1883. On the effect of oil on a stormy sea. Proceedings of the Royal Society of Edinburgh (1882–1883) 12:56-75.
17. Aitken, J. 1883. On dust, fogs, and clouds. Transactions of the Royal Society of Edinburgh 30(1):337-368.
18. Aitken, J. 1883-84. The remarkable sunsets. Proceedings of the Royal Society of Edinburgh 12:448-450,647-660.
19. Aitken, J. 1884. On the formation of small clear spaces in dusty air. Transactions of the Royal Society of Edinburgh (1883–1884) 32:239-272.
20. Aitken, J. 1884. Second note on the remarkable sunsets. Proceedings of the Royal Society of Edinburgh (1883–1884) 12:123-133.
21. Aitken, J. 1885. Chromomictors. Proceedings of the Royal Society of Edinburgh (1884–1885) 13:122-130.
22. Aitken, J. 1885. On dew. Proceedings of the Royal Society of Edinburgh (1885–1886) 13(121):446-450.
23. Aitken, J. 1885. On thermometer screens. Proceedings of the Royal Society of Edinburgh (1885–1886) 13:632-642.
24. Aitken, J. 1886. On dew. The London, Edinburgh, and Dublin Philosophical Magazine and Journal of Science, Fifth Series, 22(135):206-212; (137):363-368.
25. Aitken, J. 1887. Note on hoar-frost. Proceedings of the Royal Society of Edinburgh 14(2):121-125.
26. Aitken, J. 1888. On the number of dust particles in the atmosphere. Transactions of the Royal Society of Edinburgh 35(1):1-19.
27. Aitken, J. 1889. Dust particles in the atmosphere at Ben Nevis Observatory. Nature 40:350-351.
28. Aitken, J. 1889. On improvements in the apparatus for counting the dust particles in the atmosphere. Proceedings of the Royal Society of Edinburgh 16(129):134-172.
29. Aitken, J. 1890. On the number of dust particles in the atmosphere of certain places in Great Britain and on the continent, with remarks on the relation between the amount of dust and meteorological phenomena. Proceedings of the Royal Society of Edinburgh (1889–1890) 17(130):193-254.
30. Aitken, J. 1890. On the number of dust particles in the atmosphere of certain places in Great Britain and on the continent, with remarks on the relation between the amount of dust and meteorological phenomena. Nature 41(1061):394-396.
31. Aitken, J. 1891. On a simple pocket dust-counter. Proceedings of the Royal Society of Edinburgh (1890–1891) 18(February):39-52.
32. Aitken, J. 1891. On a method of observing and counting the number of water particles in a fog. Proceedings of the Royal Society of Edinburgh (1890–1891) 18:259-262.
33. Aitken, J. 1891. On the solid and liquid particles in clouds. Transactions of the Royal Society of Edinburgh 36:313-319.
34. Aitken, J. 1892. On the number of dust particles in the atmosphere of certain places in Great Britain and on the continent, with remarks on the relation between the amount of dust and meteorological phenomena. Transactions of the Royal Society of Edinburgh 37(3):17-49; (28):621-693.
35. Aitken, J. 1892. On some phenomena connected with cloudy condensation. Proceedings of the Royal Society of London 51(312):408-439.
36. Aitken, J. 1892-95. On some observations made without a dust counter on the hazing effect of atmospheric dust. Proceedings of the Royal Society of Edinburgh 20:76-93.
37. Aitken, J. 1893. Particles in fogs and clouds. Transactions of the Royal Society of Edinburgh 37(20):413-425.
38. Aitken, J. 1893. Breath figures. Proceedings of the Royal Society of Edinburgh 20:94-97.
39. Aitken, J. 1894. Dust and meteorological phenomena. Nature 49(1275):544-546.
40. Aitken, J. 1894. Phenomena connected with cloudy condensation. Annual Report of the Board of Regents of the Smithsonian Institution, July 1893, pp. 201–230.
41. Aitken, J. 1895. On the number of dust particles in the atmosphere of certain places in Great Britain and on the continent, with remarks on the relation between the amount of dust and meteorological phenomena. Transactions of the Royal Society of Edinburgh 37(3):17-49; (28):621-693.
42. Aitken, J. 1896. Observations of atmospheric dust. In: Fassig, O. (ed), United States Department of Agriculture, Weather Bureau Bulletin 11, Part III, pp. 734–754.
43. Aitken, J. 1898. On some nuclei of cloudy condensation. Transactions of the Royal Society of Edinburgh 39(3):15-25.
44. Aitken, J. 1902. Report on atmospheric dust. Transactions of the Royal Society of Edinburgh 42(2):479-489.
45. Aitken, J. 1903. On the formation of definitive figures by the deposition of dust. Philosophical Transactions of the Royal Society of London A 201:551-558.
46. Aitken, J. 1905. Evaporation of musk and other odorous substances. Proceedings of the Royal Society of Edinburgh 25(10):894-902.
47. Aitken, J. 1912. The sun as a fog producer. Proceedings of the Royal Society of Edinburgh (1911–1912) 32:183-215.